# یوستس (تگزاس)
یوستس، تگزاس(به انگلیسی: Eustace, Texas) شهری در ایالت تگزاس از ایالات جنوبی ایالات متحده آمریکا است. در سرشماری سال ۲۰۰۰، جمعیت این شهر ۷۹۸ نفر اعلام شد.